# Мальчик в кустах
Мальчик в кустах (англ. A Boy in a Bush) — пятый эпизод первого сезона американского телесериала «Кости». Премьера серии состоялась 8 ноября 2005 года на канале Fox. Сценаристами эпизода выступили Стив Блэкмен и Грег Белл, режиссёром Хесус Сальвадор Тревиньо. В серии Сили Бут и доктор Темперанс Бреннан проводят расследование по факту гибели шестилетнего мальчика, чей труп был найден в городском парке.

## Сюжет
Специальный агент Сили Бут появляется на лекции доктора Бреннан в Американском университете. Он сообщает ей, что обнаружены человеческие останки в районе торгового центра, где пропал шестилетний Чарли Сандерс. Бут просит Бреннан помочь определить, принадлежат ли останки Чарли, или кому-то другому.
Бут, Бреннан и Зак приезжают на поле, где они находят небольшое разложившееся тело. В лаборатории команда доктора Бреннан установила, что труп принадлежит Чарли Сандерсу и они, вероятно, ищут убийцу-педофила.
Сили Бут посетил мать Чарли, Маргарет Сандерс, и узнал, что она имеет также двух приёмных детей, Шона и Дэвида Кука. Чарли был единственным биологическим ребёнком Сандерс. Буту сообщают, что Чарли исчез из местного торгового центра, а не в близлежащем парке. Недалеко от дома Сандерс Бут замечает подростка, который внимательно на него смотрит, словно он знает что-то важное. Это сын Эдварда Никельсона, соседа Сандерс.
Бреннан пытается отговорить Энджелу от ухода из института. Для Энджелы постоянная работа с останками эмоционально трудная и она не уверена, что хочет этим заниматься. Заку тоже трудно работать с такими маленькими останками, и Темперанс ему советует отстранится от эмоций во время работы. Когда Бреннан обнаруживает следы наследственных генетических дефектов на костях, она приходит к выводу, что Маргарет Сандерс не является биологической матерью Чарли.
На допросе в ФБР Маргарет рассказала, что она украла Чарли у матери-наркоманки, умершей от передозировки, лишь для того, чтобы ребёнок не попал в систему попечения. Но, Сандерс утверждает, что не причастна к похищению и убийству Чарли. Бреннан сердится на Бута из-за его решения арестовать Сандерс за похищение. Она хочет, чтобы Маргарет осталась с Шоном и Дэвидом, но Бут на уступки не пошёл.
Гудман, директор института Джефферсона, объявил, что сотрудники лаборатории приглашены на благотворительный ужин. Эта новость привела Ходжинса в бурное негодование. Энджела узнаёт от Зака, что Джек богат и является членом семьи, владеющей крупной нефтедобывающей корпорацией. Ходжинс просит, чтобы Бут и Монтенегро держали этот факт в секрете. Он объясняет, что не хочет идти на ужин из-за того, что там будут присутствовать все члены его семьи и тогда спокойной работе в Джефферсонском институте придёт конец.
Работая с видеозаписями камер наблюдения в торговом центре, Энджела смогла установить, что перед исчезновением Чарли с ним находился его брат Шон. Тем не менее убийцей Кук не был. Сама побывавшая в детском доме, после исчезновения родителей, Бреннан убеждает Шона сказать имя убийцы. Им оказался сосед Сандерс, Эдвард Нельсон. Бут предполагает, что первой жертвой Нельсона мог быть его собственный сын. Нельсона арестовали за сексуальное насилие и убийство, а Маргарет вернулась к Шону и Дэвиду.
Гудман смог уговорить Энджелу остаться в институте, отметив, что она даёт жертвам назад их лица, а не посмертные маски.

## Производство
Идея эпизода была задумана, чтобы показать реакции персонажей телесериала на смерть ребёнка. Сценаристы Стив Блэкман и Грег Белл сказали, что в сцене с Шоном Бреннан «выглядит более уязвимой, чем когда-либо». Пятый эпизод телесериала посмотрело 6850 тысяч зрителей.

## Музыка
В эпизоде использована следующая композиция:
- «Some Of Us» — Starsailor